# ペルソナ4 ジ・アルティメット イン マヨナカアリーナ
『ペルソナ4 ジ・アルティメット イン マヨナカアリーナ』（ペルソナフォー ジ・アルティメット イン マヨナカアリーナ、Persona4 The ULTIMATE In MAYONAKA ARENA）は、アトラスおよびアークシステムワークス開発の2D対戦型格闘ゲーム。2012年3月1日よりアーケード版が稼動を開始した。家庭用版は同年7月26日にPlayStation 3 / Xbox 360版が発売。略称は「P4U」。2013年11月28日には続編『ペルソナ4 ジ・アルティマックス ウルトラスープレックスホールド』（ペルソナフォー ジ・アルティマックス ウルトラスープレックスホールド、Persona4 The ULTIMAX ULTRA SUPLEX HOLD）が稼働を開始した。略称は「P4U2」。家庭用版は2014年8月28日にPlayStation 3版が発売。海外ではXbox 360版も発売。

## 概要
『ペルソナシリーズ』のアトラスと『BLAZBLUE』のアークシステムワークスの共同開発によって作られている。『ペルソナ3』と『ペルソナ4』のプロデューサーである橋野桂は以前からペルソナシリーズで2D格闘ゲームを作りたいと思っていたという。橋野は特にアークシステムワークスの作品に惹かれていたため打診したところ、アークのスタッフにもペルソナシリーズのファンが多かったため、今回のコラボレーションが実現した。単にアークシステムワークスに依頼するだけでなく、シナリオパートや作曲、キャラクターデザインについてはペルソナチームが手掛け、格闘ゲームパートについては本職のアークが製作するという共同製作のスタイルを取っている。
キャッチコピーは『その後の話を、始めようか。』。この言葉通り『ペルソナ4』の直接の続編となっている。稲羽市で起こったマヨナカテレビ連続殺人事件の解決から2ヶ月後、再びマヨナカテレビにてP-1グランプリなる格闘番組の放映が告知される。自称特別捜査隊のメンバーは再びテレビの中の世界へとダイブしこの番組の謎を追って行く、という内容。また『ペルソナ3』の続編ともなっており、『ペルソナ3』からも一部キャラクターが登場する。ストーリー的には『P3』から2年が経過しているため、2年後の姿が新たにデザインされた。広告では『ペルソナ4』の鳴上悠と『ペルソナ3』のアイギスが戦っているイラストが掲載された。
名称はK-1グローバル社主催の格闘技イベント『K-1』のパロディ。選手紹介は佐藤大輔と立木文彦の煽りPVのパロディなどDSE社の『PRIDE』と『ハッスル』で多用された演出を使用しており、かつての国内二大格闘技イベントをリスペクトしている。
2011年9月15日から18日にかけて行われた「東京ゲームショウ2011」ではアークシステムワークスブースにて、9月15日から17日に行われた「アミューズメントマシンショー」ではタイトーブースにて出展された。
日本国外では北米でも発売。PS3版とXbox 360版の両方にリージョンロックが導入されており、PS3のソフトにリージョンロックが行われるのは本製品が初となる。
キャラクター選択時の初期のカーソル位置は1Pが「鳴上悠」、2Pが「花村陽介」とされている。なお、ナレーターは、P4U・P4U2共に立木文彦が担当する。
2013年12月1日付で、アトラスのアーケード事業は親会社であるセガ（後のセガ・インタラクティブ）へ吸収されたが、アーケード版におけるオンラインサービスは開発の経緯上、同年11月1日付でアトラスの親会社となったセガのALL.Netではなく、タイトーのNESiCAxLiveを継続使用する。
一部のキャラクターは、アークシステムワークスの対戦型格闘ゲーム『BLAZBLUE CROSS TAG BATTLE』にも登場している。
「P4U2」のリマスター版が2022年3月17日にPlayStation 4、Nintendo Switch、Steamで発売された。

## ゲームモード

### アーケード版
アーケードモード
ストーリーを追いながらCPUのキャラクターと対戦していくモード。敗北した場合はクレジットを追加投入することでコンティニュー可能。他のプレイヤーが乱入するとVSモードに移行する。
『P4U2』からは難易度選択ができるようになり、SAFETY・EASY・NORMAL・HARD・RISKYから選べるようになっている。難易度によるストーリーへの変化はなし。
スコアアタックモード
CPUキャラクターと戦って行き、稼ぐスコアを競う上級者向けのモード。コンティニュー不可。
『P4U2』からはアーケードモード同様に難易度選択ができるようになり、SAFETY・EASY・NORMAL・HARD・RISKYから選べるようになっている。また、同作ではコンティニューが可能。
トレーニングモード
『P4U2』から実装された、アーケード版用にアレンジされたトレーニングモード。自分のキャラクターと相手のキャラクターを選び、制限時間が切れるまで練習をすることができる。通常操作に加えて、スタートボタンとレバー操作により各種トレーニングモード用の設定を行なうことが可能。なお、トレーニングモード中であっても乱入対戦は受け付け状態となっている。
ゴールデンアリーナモード
『P4U2』から実装された、アーケード版用にアレンジされたサバイバルモード。自分のキャラクターを選び、次々に登場するCPUキャラクターを撃破していく。キャラクターが成長する要素があり、CPUを倒すことで経験値を取得し、一定量貯まることでレベルアップする。また、レベルアップするか5キャラクターごとに登場するレベルの高いCPUを倒すと、パラメータ強化や特殊効果を得るスキルが手に入ることがある。NESiCAを使用して、キャラクターの成長度合いや到達点からの続行も可能。制限時間になるか20キャラクター撃破する、もしくは負けることで終了する。なお、成長したキャラクターのステータスは対人戦を含めた他のモードへは持ち込めない。

### 家庭用版
2012年現在のバージョンでは以下の8モードが発表されており、この他にも多数のモードが搭載されている。本作のディレクターの和田和久は『BLAZBLUE』と同等かそれ以上のボリュームのあるモードが用意されると語っている。
アーケードモード
ストーリーを追いながらCPUのキャラクターと対戦して行くモード。
ストーリーモード
アーケード版と同様、CPUキャラクターと対戦するモードだが、ストーリーがより掘り下げられている。
スコアアタックモード
CPUキャラクターを倒し、ハイスコアを目指すモード。
VSモード
複数のコントローラーを使い、オフライン対戦を行うモード。対CPU対戦も可能。
オンライン対戦モード
PS3版はPlayStation Networkを、360版はXbox Live回線を使用し、オンラインでプレイヤー同士が対戦するモード。ただし、360版はオンライン対戦時に遅延が発生しており、開発元は後日配布した修正パッチで対応を行なっている。
レッスンモード
操作感覚を学べるチュートリアル的なモード。
チャレンジモード
1人のキャラクターを選び、技の課題をクリアしていくモード。
トレーニングモード
時間制限がなく、技やコンボの練習ができるモード。

## ストーリー
ストーリー（P4U）
世間を騒がせていた稲羽市の「怪奇連続殺人事件」が解決し、三年生に進級した鳴上は2012年5月、ゴールデンウィークを利用して再び稲羽市に再訪した。町では新たな噂で持ちきりとなっていた。それは雨の夜、消えているテレビを覗くと見えるという不思議な番組『P-1 Grand Prix』であった。『決死の格闘ショウ』と銘打たれた番組では、出場選手としてでっち上げられた自分達の姿と、普段と装いの違うクマの姿があった。
マヨナカテレビ内のクマとの連絡も途絶え、かつての『自称特別捜査隊』の面々も相次いで失踪。残ったメンバーと共に事件を解決するべく、彼らは再びマヨナカテレビの中にダイブする。一方、桐条家と警視庁の協力により結成された特殊部隊『シャドウワーカー』の部隊長を務めていた美鶴は、原因不明の再起動を遂げたラビリスの捜索・回収を行うべく、かつての特別課外活動部の面々を招集し、手掛かりのある八十稲羽を訪れる。
ストーリー（P4U2）
鳴上ら『自称特別捜査隊』と、美鶴達『シャドウワーカー』は稲羽市で発生した事件の真相を追うも、救出したラビリスの記憶領域には「黒幕」の手掛かりはなく、捜査は暗礁に乗り上げてしまう。一方で手に入れた情報から過去に因縁のある「ある男」の存在が浮かび上がる。
数日後、再びマヨナカテレビが映し出されクマ総統が登場し『P-1 CLIMAX』の開催が宣言される。同時に稲羽市は謎の赤い霧に包まれ、大量のシャドウが発生する現象が発生。さらにマヨナカテレビには、磔にされた美鶴、真田、風花、アイギスの姿が映し出される。
『自称特別捜査隊』とラビリスからの報告により駆け付けたゆかりと順平達は、再びマヨナカテレビへと飛び込む。そして戦闘の最中、かつて稲羽市で起こった『怪奇連続殺人事件』に深く関わった足立の姿が目撃される。

## システム
アーケード版におけるインターフェースは8方向レバーと4ボタン。基本的な操作方法は一般的な2D対戦格闘ゲームと同様のものである。レバーは上方向でジャンプ、左方向でガード、左右で移動、下方向でしゃがみとなっている。ボタンはいずれも攻撃でA：「弱攻撃」、B：「強攻撃」、C：「弱ペルソナ」、D：「強ペルソナ」の4種類がある。
連打コンボ
相手に接近してAボタン連打で、連続技を繰り出すことができる。SPゲージが溜まっていれば自動的にSPスキルも発動する。また、相手にヒットさせれば自分のバーストゲージも回復する。
ダッシュ
レバーを素早く右に2回か左に2回でその方向に素早く移動する「ダッシュ」になる。
投げ
相手がガードしていても関係なく投げることができる攻撃。相手に接近した状態でCDボタン同時押し。ただし、相手も同様にCDボタンを押していると「投げ抜け」となり、一定距離を置いて仕切り直しとなる。
逆ギレアクション
相手の攻撃時にBD同時押しで相手の攻撃を防ぎつつ反撃する。ただし、使用するとHPが少し減少する。
バースト
ACD同時押しで相手の攻撃を跳ね返す「バースト攻撃」になる。HPゲージの横にある「BURST」ゲージが溜まっていないと使用できない。バーストには以下の種類がある。
リバーサルバースト
攻撃を受けている間にバーストを行なうことで、相手を吹き飛ばす衝撃波を発生させる。相手の攻撃に強制的に割り込み連続技を中断させる。バーストゲージを全て消費する。
ワンモアバースト
自分が攻撃を行っている間にバーストを行なうことで、相手を上空に吹き飛ばす衝撃波を発生させる。落下中の相手は無防備となり、追撃が可能。バーストゲージを全て消費する。
マックスバースト
自分が何も行っていないときにバーストを行なうことで、相手を吹き飛ばす衝撃波を発生させる。ヒットさせた場合、SPゲージが満タンになる。バーストゲージを2/3消費する。

スキル
レバーとボタンの組み合わせで出すことができる、いわゆる「必殺技」。
スキルブースト
スキル発動時にボタン同時押しをすることで強力な「スキルブースト」になる。SPゲージを25消費し、強力なスキルを発動する。
SPスキル
SPゲージを50消費する強力なスキル。SPゲージは画面下方向に表示されている青いゲージのこと。SPは試合開始直後は0だが、相手に攻撃をヒットさせたり、あるいは相手の攻撃をガードすることで溜まっていく。SPゲージは最大で100となっている。
覚醒
HP残量が35%以下となった後で自由に動ける状態になると、キャラクターの目のカットインが挿入され、覚醒状態になる。覚醒状態になると以下の項目が解禁される。
攻撃力アップ
与えるダメージが増加する。
防御力アップ
受けるダメージが62.5%になる。
SP最大値上昇
SPの最大値が100から150となり、同時にSPが50回復する。
覚醒SPスキル
覚醒時専用の「覚醒SPスキル」を使用可能になる。SPスキルを上回る非常に強力なスキル。

ボコスカラッシュ
ABボタン同時押しでしゃがみガード不能の攻撃を仕掛ける。攻撃がヒットすると原作の「総攻撃」時のような土煙りの演出になり、ボタン連打で相手をボコボコにする。最後はペルソナボタンで相手を吹き飛ばす。CかDボタンで相手を吹き飛ばす方向が変化する。上方向に吹き飛ばした場合はさらにジャンプが可能で、空中の相手を追撃できる。
ワンモアキャンセル
SPゲージを50消費し、自分の攻撃中ABC同時押しで現在行なっている攻撃を強制的に中断させ、ニュートラル状態に戻る。攻撃の隙を消したり、連続技を継続させることが可能。レバーを前に倒したまま行うと、攻撃を中断後、即座にダッシュを行う。
ペルソナブレイク
本作ではペルソナボタンでペルソナを出して攻撃することができるが、この時ペルソナを攻撃されるとペルソナのHPが減少する。ペルソナのHPが0になると「ペルソナブレイク」状態となり、一定時間ペルソナを使った攻撃が使用不能になる。ペルソナのHPは本体のHPゲージの下に「P」と書かれた青いカードで表示されている。
受け身
相手の攻撃で吹き飛ばされた時にA、B、C、Dのいずれかのボタンを押し続けることで受け身を取ることができる。通常は吹き飛ばされた後はダウンして無防備な状態になるが、受け身を取ることで、体勢を素早く立て直すことができる。
クイックエスケープ
ACボタン同時押しで「クイックエスケープ」となる。相手の攻撃をかわしながら前進する。近距離で使えば相手の後ろに回り込むこともできる。
ミニジャンプ
しゃがみ状態でACボタン同時押しで「ミニジャンプ」。通常のジャンプよりも低い軌道でジャンプする。
足払い
しゃがみ状態でABボタン同時押しで「足払い」。相手の足元を狙う下段攻撃。
一撃必殺技
自分があと1ラウンドをとれば勝利できる状況で、SPゲージが100%以上あれば使用可能な必殺技。文字通りヒットすれば敵体力に関係なく勝利となる。
シャドウモード
一部を除くほぼ全てのキャラクターにシャドウ版のキャラクターが存在し、キャラクター選択時に、ノーマルモードかシャドウモードかを選択する。
シャドウモードではボイスや登場シーンなどの演出変更に加えて、以下の差異がある。
SPゲージのラウンド間持ち越し可能
ノーマル版ではラウンドごとに0に戻るSPゲージが、シャドウ版では次ラウンドに持ち越される。
バーストゲージおよび覚醒の削除
シャドウモードでは使用不可。覚醒SPスキルはSPゲージを100消費する形で使用可能。
攻撃力および防御力と連打コンボの差異
攻撃力と防御力はノーマルモードの0.8倍。連打コンボは一新されたノーマル版と異なり、前作仕様のコンボとなる。
シャドウ暴走
SPゲージが100溜まっている状態でACD同時押しすることで、シャドウ暴走が発動する。発動後はSPゲージが徐々に減少していき、0になるまでは以下の恩恵を受ける。
- 本来ゲージを消費するスキルブースト、SPスキルおよび覚醒SPスキル（後記のスキルブースト版含む）がゲージ残量に関係なく使い放題になる（ワンモアキャンセルは対象外でSPゲージを50消費する）。
- スキルからスキルへのキャンセルが可能になる。

S（スープレックス）ホールドシステム
Aボタンを押しっぱなしにすることで画面に専用ゲージが現れ、その後ボタンを離すと、押しっぱなしにした時間に応じて各種スキルが発動する。通常版のスキルと比べて若干性能に差異がある。
ガードキャンセルクイックエスケープ
ガード中にACを押すことで、ガードをキャンセルしてクイックエスケープを行う。SPゲージを50消費する。
SPスキルにスキルブースト追加
SPスキルにもスキルブースト版が追加。通常の消費量に加えて、スキルブースト分の消費量を足した75を消費。
ペルソナ耐久力の変更
一律4であったペルソナ耐久力が、キャラクターにより差異が出るようになった。耐久力が多いほどペルソナブレイクされにくいが、同時にペルソナブレイク後の復帰にも時間が掛かる。
NESiCAとプレイヤーズギルド
本作のアーケード版はタイトーのICカード「NESiCA」（ネシカ）に対応している。カードがなくてもプレイすることは可能だが、NESiCAを使うことでプレイデータの保存やカスタマイズなどが行える。
NESiCAを使用してプレイ後、プレイヤーズギルドに登録することで、プレイヤー名の登録、戦績の確認、称号の設定ができる。また、ゲーム内で入手した専用通貨のP$（ペルソナダラー）を利用して、称号や新たなキャラクターカラーやナビをしてくれるキャラクターを購入することも可能。なお、1枚のカードで全てのキャラクターデータが保存可能となっており、使用回数にも制限はない。

## 登場人物
声はゲーム版のキャスト。演は舞台版のキャスト。

### プレイヤーキャラクター
本作には決まった主人公が存在せず、対戦上で操作しているキャラクターが主人公的な立場でストーリーを進めていく事になっている。
鳴上 悠（なるかみ ゆう）
声 - 浪川大輔
演 - 南圭介
肩書 - 鋼のシスコン番長
アルカナ - 愚者
ペルソナ - イザナギ
武器 - 刀 / タイプ - スタンダード
男性 / 生年月日 - 1994年 / 星座 - 不明 / 身長 - 不明 / 体重 - 不明 / 血液型 - 不明
『P4』関連での主人公。ゴールデンウィークの休みを利用して稲羽市に再訪した。もう映らないはずの「マヨナカテレビ」が再び映っている事、そこに自分と仲間たちが映った事が分かり、仲間たちと再びテレビの中の世界に向かう。
能力のバランスが良く、接近戦や遠距離攻撃などの技も一通りそろっており、扱いやすい性能を持つキャラクター。
花村 陽介（はなむら ようすけ）
声 - 森久保祥太郎
演 - 平野良→宮城紘大
肩書 - キャプテン・ルサンチマン
アルカナ - 魔術師
ペルソナ - ジライヤ
武器 - クナイ / タイプ - スピード
男性 / 生年月日 - 1994年6月22日 / 星座 - 蟹座 / 身長 - 175cm / 体重 - 58kg / 血液型 - A型
悠の親友にして相棒である少年で、大型スーパー「ジュネス」八十稲羽店の店長の息子。高校卒業後の進路は決まっておらず、憂鬱な思いを抱えている模様。
全キャラクター中最高クラスで素早い動きを持ち、覚醒SPスキルであるスクカジャにより一定時間更にスピードが上がる。
里中 千枝（さとなか ちえ）
声 - 堀江由衣
演 - 小市眞琴
肩書 - 男勝りの足技系ドラゴン
アルカナ - 戦車
ペルソナ - トモエ
武器 - 履物 / タイプ - カンフーフラッシュ
女性 / 生年月日 - 1994年7月30日 / 星座 - 獅子座 / 身長 - 158cm / 体重 - 不明 / 血液型 - B型
雪子の親友である、元気で活発な運動神経抜群少女。警察官になるという目標を固めている模様。
蹴り技を主体とする近接攻撃型で高いパワーとスピードを併せ持つが、近距離攻撃ゆえに遠距離での戦いを苦手とする。
天城 雪子（あまぎ ゆきこ）
声 - 小清水亜美
演 - 青木志貴
肩書 - 難攻不落の「黒」雪姫
アルカナ - 女教皇
ペルソナ - コノハナサクヤ
武器 - 扇 / タイプ - 遠距離攻撃
女性 / 生年月日 - 1994年12月8日 / 星座 - 射手座 / 身長 - 164cm / 体重 - 不明 / 血液型 - O型
稲羽の老舗である天城屋旅館の一人娘で、千枝の親友。卒業したら実家を継ぐ事を決意し、凄惨な腕前であった料理の練習に取り組んでいる模様。お互いに正体を知らない状況でラビリスと出会い、彼女と友情を築いていく事になる。
回復・火炎などのスキルを操る。動きは遅くて耐久力も低いため、接近戦は苦手とするが、「ブーストレベル」という特徴を持ち、火炎ブースタを使って威力を上げることが可能。高威力の遠距離攻撃ができる他、火炎ガードキルにより次に行う火炎攻撃をガード不能にすることも可能。
巽 完二（たつみ かんじ）
声 - 関智一
演 - 滝川英治
肩書 - 戦慄のガチムチ皇帝
アルカナ - 皇帝
ペルソナ - タケミカヅチ
武器 - パイプ椅子 / タイプ - パワー
男性 / 生年月日 - 1996年1月19日 / 星座 - 山羊座 / 身長 - 183cm / 体重 - 65kg / 血液型 - A型
大柄で強面であり、市内では不良として知られている少年。久々に稲羽市に訪れる悠への贈り物（編みぐるみ）を徹夜で製作している途中でうっかりテレビの中に落ちてしまい、状況を把握しきれないまま（自分の夢だとおもったまま）事件に巻き込まれていく。
典型的なパワー特化型のキャラクターで強力かつ簡易なコマンドの投げ技を持ち、移動速度は遅いが耐久力が高い。
クマ / 熊田（くまだ）
声 - 山口勝平
肩書 - 色欲の猛獣（ビースト・オブ・リビドー）
アルカナ - 星
ペルソナ - キントキドウジ
武器 - 爪 / タイプ - トリッキー
男性 / 生年月日 - 不明 / 星座 - 不明 / 身長 - 130cm（人間の姿 - 170cm） / 体重 - 不明（人間の姿 - 55kg） / 血液型 - 不明
着ぐるみの姿をしたテレビの中の住人であり自我を持つ、シャドウでありながらシャドウではない「何か」。姿を見せなくなった陽介を探すためテレビの中に戻り、そこで会ったラビリスに一目惚れして勝手かつ一方的に彼女のナイトをかって出る。
ランダム性のある設置スキルを持ち、相手をかき乱すトリッキーな闘いを得意とする。なお、設置スキルに用いる投擲アイテムはいずれも原作に因んだものとなっている。
白鐘 直斗（しろがね なおと）
声 - 朴璐美
演 - 浅倉結希
肩書 - IQ2000のKY探偵
アルカナ - 運命
ペルソナ - スクナヒコナ
武器 - 銃 / タイプ - シューティング
女性 / 生年月日 - 1995年4月27日 / 星座 - 牡牛座 / 身長 - 152cm / 体重 - 不明 / 血液型 - B型
探偵一族「白鐘家」の若き5代目で、男装女子でもある。桐条グループの動向を探るよう公安から依頼され、桐条グループの荷物輸送に立ち会うが、ハイジャック事件で荷物は強奪。その荷物が稲羽市に持ち込まれたあるということで稲羽市へ舞い戻ることになった。
本作では新たに機関銃も用いた遠距離攻撃と設置型の技を持ち、「運命カウント」を0にすることで発動できる即死スキルを扱う、トリッキーな性能のキャラクター。
久慈川 りせ（くじかわ りせ）
声 - 釘宮理恵
演 - 麻生夏子
肩書 - 完全変態☆スーパーアイドル
アルカナ - 恋愛
ペルソナ - ヒミコ
武器 - マイク / タイプ - 音符牽制
女性 / 生年月日 - 1995年6月1日 / 星座 - 双子座 / 身長 - 155cm / 体重 - 41kg / 血液型 - AB型
「りせちー」の愛称で知られている人気アイドルの女の子。伊織（後述）にも知られている。アイドル活動を休業していたが、復帰に向けて活動を再開。
『P4』におけるナビゲーターであり、実況と解説を担当している。アナライズ攻撃を当てると後の技性能が変化する性質を持つ。またとある必殺技が音楽に合わせて特定ボタンを押す、いわゆる音ゲーのようなものになっている。
家庭用版『P4U2』においてはプレイアブルキャラクターに昇格している。
足立 透（あだち とおる）
声 - 真殿光昭
演 - 真殿光昭
肩書 - 完全自己中キャベツ刑事（デカ）
アルカナ - 道化師
ペルソナ - マガツイザナギ
武器 - 銃 / タイプ - 翻弄
男性 / 生年月日 - 1984年2月1日 / 星座 - 水瓶座 / 身長 - 176cm / 体重 - 63kg / 血液型 - A型
稲羽警察署の刑事であったが、かつて稲羽市で発生した事件の真犯人として鳴上らと戦い、破れて収監され、起訴を待つ。「P-1 CLIMAX」が開催された最中に再び姿を現した。
家庭用版『P4U2』のダウンロードコンテンツとして参戦。鳴上のペルソナと酷似したマガツイザナギを使用するが、戦闘方法はインファイター寄りになっている。
マリー
声 - 花澤香菜
肩書 - 虚ろの森のツンデレ詩人（ポエマー）
アルカナ - 永劫
ペルソナ - カグヤ
武器 - 鞄  / タイプ - ミラクル
女性 / 生年月日 - 不明 / 星座 - 不明 / 身長 - 不明 / 体重 - 不明 / 血液型 - 不明
ベルベットルームで見習いをしている少女で、ストーリーモードにも登場する。再び発生した事件のヒントを悠に与えており、彼女自身もベルベットルームから手助けしている。
家庭用版『P4U2』のダウンロードコンテンツとして参戦。原作ゲームにあった天候システムを搭載しており、それぞれの天候で彼女の性能が変化する仕様になっている。
マーガレット
声 - 大原さやか
肩書 - イケメン飼いのドS秘書
アルカナ - 女帝
ペルソナ - ヨシツネ、クー・フーリン、アルダー、ルシフェル
武器 - 本 / タイプ - ワイルド
女性 / 生年月日 - 不明 / 星座 - 不明 / 身長 - 不明 / 体重 - 不明 / 血液型 - 不明
現在のベルベットルームにおけるイゴールの従者で、エリザベスとテオドアの姉。夢の中で「あらゆる試練の訪れ」を悠に告げる役割をしている。
家庭用版『P4U2』のダウンロードコンテンツとして参戦し、現実の稲羽市を襲った怪奇現象に対し、ベルベットルームからマリーと共に忠告している。また、所持ペルソナは全員イケメンである。
桐条 美鶴（きりじょう みつる）
声 - 田中理恵
演 - 田野アサミ
肩書 - 孤高の処刑女王
アルカナ - 女帝
ペルソナ - アルテミシア
武器 - レイピア / タイプ - 牽制特化
女性 / 生年月日 - 1991年5月8日 / 星座 - 牡牛座 / 身長 - 166cm / 体重 - 不明 / 血液型 - O型
巨大企業グループ「桐条グループ」の若き総帥。服装はシャドウワーカーのボディスーツに毛皮のコートとなっており、他の登場人物からいろいろと突っ込みが入っている。
『P3』の後、公安と共同で「シャドウワーカー」というと対シャドウ組織を立ち上げている。桐条グループの開発した高危険度の荷物（ラビリスのこと）を屋久島の研究所に輸送しようとするが、ハイジャックを囮にして荷物は奪われ、その荷物を追跡するために稲羽市を訪れ、テレビ内の調査に乗り出す。
唯一のタメ技を持ち、フェンシング攻撃による高い牽制力を誇る。
真田 明彦（さなだ あきひこ）
声 - 緑川光
演 - 藤原祐規
肩書 - 剛拳のプロテインジャンキー
アルカナ - 皇帝
ペルソナ - カエサル
武器 - ナックル / タイプ - ボクサー
男性 / 生年月日 - 1991年9月22日 / 星座 - 乙女座 / 身長 - 175.5cm / 体重 - 不明 / 血液型 - A型
高校時代に美鶴が率いる「特別課外活動部」の一員として活動していた青年。上半身裸体に赤マント姿。本人は戦いのさいに動きやすいと主張するが、他の登場人物からは突っ込みが入っている。進学した大学を休学し、日本国外で武者修行を行っていた。ハイジャック並びに荷物（ラビリス）奪還に伴う美鶴からの要請で日本に帰ってくるが、空港から上述の裸赤マントのまま稲羽市へやってくる。
自身の専門であるボクシングで闘い、高い突進力とラッシュ力のあるインファイター。「サイクロンレベル」という特殊なシステムを持ち、派生必殺技を繋げて行くことで技の性能を一時的に向上させることができる。
アイギス
声 - 坂本真綾
演 - 宮原華音
肩書 - 全身凶器の心なき天使
アルカナ - 愚者
ペルソナ - アテナ
武器 - 重火器 / タイプ - 重火器＋モードチェンジ
女性 / 生年月日 - 1999年9月10日 / 星座 - 乙女座 / 身長 - 162cm / 体重 - 不明 / 血液型 - 不明
自我のある少女型ロボットで、正式名称は「対シャドウ特別制圧兵装 七式アイギス」。桐条グループが製造開発を行った対シャドウ用兵器である。今作ではデザインも細かく変更されており、襟元のリボンが赤ネクタイに変わっている。
本作で新たに装備された武器であるロケットランチャーやミサイルボッド、ガトリングガンなどの重火器を使用する。
火器による豊富な遠距離攻撃を持つが、1ラウンドごとに120発の弾数制限がある。また、強力な「オルギアモード」にチェンジして自己強化する機能を持つが、使用し過ぎるとオーバーヒートを起こして逆に隙だらけになるなど、高い操作難易度を有するキャラクター。
エリザベス
声 - 沢城みゆき
演 - 吉川麻美
肩書 - （史上）最凶のエレベーターガール
アルカナ - 死神
ペルソナ - タナトス
武器 - 本 / タイプ - ボス
女性 / 生年月日 - 不明 / 星座 - 不明 / 身長 - 不明 / 体重 - 不明 / 血液型 - 不明
ベルベットルームでイゴールの従者を務めていた女性。「とある目的」を果たすためにベルベットルームから離れていおり、理由に関しては姉のマーガレットが同作で語っている。その旅の中でマヨナカテレビに訪れる。
SPが徐々に回復する特殊能力を持つ。ペルソナによる高い攻撃力と豊富な攻撃バリエーションを併せ持つが、耐久力が全キャラクター中最低となっている他、ペルソナに依存する戦い方を用いるため、ペルソナブレイクしたときは戦力が著しく落ちてしまう。
岳羽 ゆかり（たけば ゆかり）
声 - 豊口めぐみ
肩書 - ドぎついピンクスナイパー
アルカナ - 恋愛
ペルソナ - イシス
武器 - 弓 / タイプ - シューティング
女性 / 生年月日 - 1992年10月19日 / 星座 - 天秤座 / 身長 - 159cm / 体重 - 不明 / 血液型 - B型
高校時代に美鶴が率いる「特別課外活動部」の一員として活動していたメンバーの内の一人。大学に通いながらモデルとしても活動し、ルックスと特別課外活動部で培った弓の腕前を買われ、特撮番組「フェザーマン・ビクトリー」に出演することになるが、番組の撮影中に事件（美鶴らの失踪）のための招聘され、番組の衣装を着たまま解決に乗り出す事となる。
爆弾などを使用して、中から遠距離での立ち回りを行うシューティングタイプのキャラクター。
伊織 順平（いおり じゅんぺい）
声 - 鳥海浩輔
肩書 - 逆襲の全力空転スラッガー
アルカナ - 魔術師
ペルソナ - トリスメギストス
武器 - バット / タイプ - 野球
女性 / 生年月日 - 1993年1月16日 / 星座 - 山羊座 / 身長 - 170.5cm / 体重 - 不明 / 血液型 - B型
高校時代に美鶴が率いる「特別課外活動部」の一員として活動していたメンバーの内の一人。非常勤としてシャドウワーカーの調査任務をしながらアルバイトに従事。空いた時間で子供たちに野球を教えており、野球教室の帰りに乗った電車を寝過ごして、八十稲羽駅に到着。ゆかりからの電話で事件を知り、「タルタロス」のようになった八十神高校を目指す。
本作での攻撃方法はバットによる攻撃となっている。野球のスコアボードを模した「野球システム」という独特のシステムを持っており、攻撃をヒットさせると進塁して得点が入り、10点溜まると対戦終了まで様々な恩恵を受け、逆に攻撃を受けるとアウトとなり、3アウトで進塁していたランナーは取り消される。
天田 乾（あまだ けん）、コロマル / 虎狼丸（ころうまる）
声 - 緒方恵美（天田）
肩書 - 生意気盛りの皮肉屋新人（シニカルーキー）
アルカナ - 正義（天田）、剛毅（コロマル）
ペルソナ - カーラ・ネミ（天田）、ケルベロス（コロマル）
武器 - 槍（天田）、クナイ（コロマル） / タイプ - 友情協力
男性（天田）、不明（コロマル） / 生年月日 - 1998年6月24日（天田）、不明（コロマル） / 星座 - 蟹座（天田）、不明（コロマル） / 身長 - 156cm（天田）、不明（コロマル） / 体重 - 不明 / 血液型 - AB型（天田）、不明（コロマル）
小学時代に美鶴が率いる「特別課外活動部」に最年少メンバーとして活動していた。現在は月光館学園中等部二年生で、アルビノの柴犬・コロマルと一緒に巌戸台分寮に在住。学校では生徒会所属かつ文武両道の優等生で人気を集めている。シャドウワーカーのエクストラメンバーとして登録もされているが、お呼びがかからないことで不満を抱えていた。美鶴達を救出するために招聘され、コロマルと共に稲羽市へ向かう。
家庭用版『P4U2』にて参戦。コロマルとのコンビネーションでコンボを繰り出せる同時操作キャラ。ペルソナを出現させるボタンがコロマルを操るものになっており、他と比べても操作方法が大きく異なる。またコロマルには体力があり、すべて無くなると画面外に離脱するため一時的に使用不能になったり威力が下がる技がある。
ラビリス
声 - 竹達彩奈
演 - 青野楓
肩書 - 八高・鋼鉄の生徒会長
アルカナ - 運命
ペルソナ - アリアドネ
武器 - 斧（ロケットパンチ） / タイプ - 強化
女性 / 生年月日 - 1999年4月20日 / 星座 - 牡牛座 / 身長 - 160cm / 体重 - 不明 / 血液型 - 不明
アイギスの姉にあたる旧型機で、正式名称は「対シャドウ特別制圧兵装 五式ラビリス」。過去に桐条グループが作った対シャドウ用兵器。ハイジャック事件を囮に強奪された「荷物」そのものである。多少間違った関西弁（イントネーションから京都訛りのように聞こえる）で話すのが特徴で、これは人格プログラムのモデルとなった少女に由来する（なお、アイギスは実在人物をモデルとせずに人格プログラムが行われている）。
一連の事件の真犯人である皆月にテレビの中に落とされ、自身の2つの願い、通常の人間同様の学生生活を送ることと、自身の境遇（同型機体でのつぶし合い）の苦しさを理解させるために八十神高校とP-1開催となった。本人は記憶を失って八十神高校の制服を纏ってテレビの中の学校の生徒会長を自称し、無許可開催のP-1を中止させるためクマ総統を追っている。P4U終盤で自身のシャドウを受け入れ、ペルソナに覚醒し、シャドウワーカーの一員となる。P4U2では美鶴らの失踪に伴い公安がシャドウワーカーを襲撃した際に黒沢の手引きで脱出し、美鶴らの救出のために稲羽市へ向かう。
斧を使った攻撃を行うと「アックスレベル」という数値が上昇してレベルによって威力が変動し、レベル5になると大ダメージを与えられる。一方、攻撃を行わないとレベルが下がるため、積極的な攻めが要求される。
元々は『ペルソナ3』のドラマCDに名前だけ登場していたのだが、本作において初めて姿を見せることになった。
クマ総統（クマそうとう） / シャドウラビリス
声 - 山口勝平、竹達彩奈（本来の姿）
肩書 - 皆殺しの猛牛総統
アルカナ - 運命
ペルソナ - アステリオス
武器 - 斧 / タイプ - 同時攻撃
不明（本来の姿 - 女性） / 生年月日 - 不明 / 星座 - 不明 / 身長 - 130cm（本来の姿 - 160cm） / 体重 - 不明 / 血液型 - 不明
マヨナカテレビが生み出したラビリスのシャドウ。ラビリス本人とは違い、標準語で喋る。当初はP4グランプリの主催者「クマ総統」として登場し、仲間同士の殺し合いという形で学校の賑わいを演出していた。なお、アステリオスは厳密にはペルソナでなくシャドウラビリスの一部で、ペルソナとシャドウは精神で制御できているか否かが違うのみで同一の存在である。
人間や桐条グループへの憎悪や破壊衝動を露にしているが、その根底にあるのは研究所に置かれて不条理で非情な仕打ちを強要されるもそれに対する異議が受け入れられないという状況に置かれたラビリスの「誰かに分かって欲しい」という苦しみと願いであり、それがマヨナカテレビによって歪められるとともに人間への怒りや憎しみと結びついた結果「自分と同じ苦しみを与える」という形で「仲間同士で強制的な殺し合いとなり、かつそれを阻止しようと意思通達を行おうとしても通じない」という状況を作り出す存在となっていた。
最終的にはラビリス本体がシャドウ（自分の負の感情）を受け入れる事が出来たことで「アリアドネ」に転生し、沈静化した。
しかし、記憶野として意識は残っており、『P4U2』で勃発した「P-1 CLIMAX」の最中、ラビリス本人と大会の首謀者も含めた参戦者全員を驚愕させる形で復活を果たす。
通常のラビリスと近い性質を持つが、一部の技などが変更されている。ペルソナ（アステリオス）が常に出現しており、他のキャラクターでは無理なタイミングでのペルソナの使用可能だが、ペルソナブレイクがされやすい（ただし、ゲーム中で唯一ペルソナ本体に防御させるコマンドがある）。また耐久力が低い。
皆月 翔（みなづき しょう） / ミナヅキ ショウ
声 - 鈴村健一
演 - 友常勇気
肩書 - 掟破りの駄洒落マシーン / 創面貌（スカーフェイス）の黒き救世主（メサイア）
アルカナ - 太陽 / 月
ペルソナ - なし / ツキヨミ
武器 - 二刀流 / タイプ - 本体攻撃（スタンダード）
男性 / 生年月日 - 不明 / 星座 - 不明 / 身長 - 不明 / 体重 - 不明 / 血液型 - 不明
八十神高校の制服を纏う（ただし、上着は脱いで腰に巻き、カーキ色のシャツを着ている）謎の少年で、赤い短髪と顔面の罰点傷が特徴。多重人格者で、本来の人格は一人称が「僕」で血気盛んな性格（戦闘中は口汚くなる）で言葉の節々に（寒い）ダジャレを入れてくるが、もう一つの人格は一人称が「俺」でどこか落ち着いた（あるいは達観した）雰囲気・口調となる。
『P4U』では姿は見せず、事件の黒幕でハイジャック犯達を囮として操り、ラビリスを奪取すると共に彼女が憧れていた学校生活に「皆に頼られる生徒会長」という偽りの記憶を吹き込んでテレビの世界に落としてP-1グランプリを開催させた。自身曰く、「ペルソナが使えなくてテレビの中の世界には入れない」ために代わりの手足としてラビリスを入れた後、ペルソナ使いとの直接対峙は『協力者』に任せて自身は外から高みの見物を決め込んでいた。
シャドウをペルソナに変化させて皆と共に現実世界に帰ろうとするラビリスを遠隔操作で強引に操り、彼女を奪還されるとペルソナ使いたちに近く顔合わせすることを告げて一方的に通信を切る。その時の言動と態度で自称特別捜査隊のメンバーと美鶴、明彦、アイギスの怒りに触れた。
その正体は『桐条エルゴノミクス研究所』の最年少の被験者で、解体された後に幾月によりデータや資料と共に持ち出され幾月の元で秘密裏に育てられた存在。そのため、幾月を「父」と呼ぶ。また、二重人格に関しても体内に黄昏の羽根を埋め込まれており、それが原因で二重人格者の様になっていた事が明らかになる。そのため、ラビリスが彼に遭遇した際には黄昏の羽の気配を感じ取っている。
本来の人格では（隠しエンドにならない限り）唯一ペルソナを所持しておらず、Cボタンで刀を使った攻撃、Dボタンで避けの動作を取る。高い攻撃力とラッシュ力を持ち、相手の裏に回る意表を突いた攻撃を多く持つ反面、体力は少ない。ペルソナを持っていないためペルソナブレイクすることはなく、一方でペルソナが使える状態でないと使用できないバーストは使用可能である。
また、もう一つの人格はラッシュ力が抑え気味となっている代わり、ペルソナによる瞬間移動を行いつつ攻撃する技や相手の体力やSPを吸収する必殺投げを持つ。

### サブキャラクター
ヒノカグツチ
声 - 立木文彦
翔の協力者であり、今作の正真正銘の黒幕である存在。作中での言動から人間でないことが示唆されており、生身の人間であろう『正体不明の敵』が出来ない「テレビの中の世界への干渉」や超常的な現象はこの存在によるもの。エリザベスからは起源は違えどニュクスと同質の存在と分析されている。
その目的は「仲間殺しをさせることで精神の均衡を崩し、ペルソナをシャドウに戻すことで無類の強さを持つシャドウを手に入れる」という実験のためであり、その為に皆月に力を垣間見せ、一部を与えることで巧みに誘導していた。
テレビの世界に入った者の影（シャドウ）の姿を装って姿を現し精神的な揺さぶりをかけるが、影を装っているだけで本物でないことを見抜かれ、現実世界に待機していた風花によってラビリスに対する操作が解除されたことで失敗。自身の目的を明かし、今回の実験成果に一定の満足を見せて姿を消す。
その正体はアメノサギリによって現実世界の稲羽市が霧に包まれた際に蔓延した人々の「自分だけが助かればいい」という願望から生まれたイザナミたちとは別の「人々の潜在的無意識」の集合体であり、自らを「他者を顧みぬ、他者とのつながりをかなぐり捨て、個の為にのみ生きようとする者たちの総意」や「生きとし生けるものを殺し尽くす者」と称す。
実体のない不安定な存在でテレビの中の世界であってもまだ長時間の活動できず、シャドウを手に入れようとしたのはそれを集合させて自らの身体を創り出すのが目的であり、単にシャドウを寄せ集めてはシャドウ側の意志の拒絶で上手くいかなかったことからその制御用にペルソナの欠片も集め、自身を実体化させることを企んでいた。
最終的に皆月に協力させてシャドウと制御用のペルソナの欠片を集めた結晶を作り、終盤にて皆月を中核として炎の巨人の姿で顕現するが、戦いの末に悠と足立の攻撃でトドメを刺されて消滅した。
イゴール
声 - 田の中勇 （ライブラリ出演）
運命に導かれたペルソナ使いを導く、物質と精神の狭間の世界であるベルベットルームの管理者で、エリザベスとマーガレットとテオドアの主人でもある。
また、マリーの技の中に彼の顔をしたびっくり人形が登場するものがあったりする。
テオドア
声 - 諏訪部順一
家庭用版『P4U2』のストーリーモードに登場。マーガレットとエリザベスの末弟。愛称は「テオ」。今作でも姉二人に酷い扱いをされているのは健在であり、マーガレットの遣いで現実世界を訪れた際に少女型ロボットのラビリスに出会う。
山岸 風花（やまぎし ふうか）
声 - 能登麻美子
『P3』におけるナビゲーター。ストーリーモードにも登場する。髪が伸びており、三つ編みにしている。今作では大学に通いつつも、非常勤メンバーとして「シャドウワーカー」に席を置いており、美鶴からの召集により駆けつけた。
彼女をナビボイスに変更したい場合、アーケード版ではプレイヤーズギルドで購入しなければならない。家庭用版では条件を満たすかダウンロードコンテンツで購入すると変更できる。
堂島 菜々子（どうじま ななこ）
声 - 神田朱未
悠の従姉妹である女の子。ストーリーモードにも登場しており、本作ではナビボイスも担当している。
なお、変更するには風花と同じくアーケード版ではプレイヤーズギルドで購入する必要がある。家庭用版では条件を満たすかダウンロードコンテンツで購入すると変更できる。
堂島 遼太郎（どうじま りょうたろう）
声 - 石塚運昇
稲羽市の刑事である菜々子の父親で、悠の母親の弟にあたる。家庭用版『P4U2』のストーリーモードに登場する。
かつて足立とはコンビを組んでおり、収監所された足立とも面接し仲は良好である模様。
黒沢（くろさわ）
声 - 田中大文
家庭用版のストーリーモードに登場。『P3』にて舞台となった辰巳ポートアイランドの交番に巡査として勤務していた警察で、当時の美鶴たち特別課外活動部の協力者にして明彦の恩人。
シャドウワーカー設立にあたって事情を知る人物ということで刑事に異動、昇進となると同時に警察側のシャドウワーカー隊員となっている模様。
幾月 修司（いくつき しゅうじ）
声 - 堀秀行
演 - 本多章一
家庭用版『P4U2』のストーリーモードに登場。『P3』にて登場した作中で死亡した人物だが、ラビリスらが美鶴らの捜索のためにヘリで稲羽市へ来たところ、建物の屋上に姿を見せ、ヘリの撃墜を試みる。
斉川 菊乃（さいかわ きくの）
声 - 浅野真澄
演 - 藤岡沙也香
家庭用版のストーリーモードに登場。桐条家のメイド。宗家では美鶴のお傍御用を努めており、同い年の幼馴染でもある。ペルソナの発現は行えないが、影時間への適正はある。ヘリコプターの操縦も行え、美鶴らの失踪にあたってラビリス、ゆかり、天田、コロマルをヘリで迎えに来て、稲羽市へ連れて行く。
元々は『ペルソナ3』のドラマCDに名前だけ登場していたが、本作において初めて姿を見せている。また、ヘリコプター操縦を身に着けるきっかけとなった事件もドラマCDに由来する。
機体番号024
声 - 三宅麻理恵
家庭用版のストーリーモードに登場。ラビリスの同系機であるロボット。ラビリスよりも感情が早くに成長しており、人間に近い人格を持つ。戦闘データ収集の実験として同系機同士での殺し合いを強要され、機体番号031という形式番号で呼ばれていた頃のラビリスと出会って交流を持ち、彼女の精神的な成長を促した。
最終的にはペルソナ能力獲得のための能力向上プロセスしてラビリスと無理やり戦わされることになり、彼女によって破壊される。これによる悲しみおよび精神負荷、そして彼女からフィードバックされた五式シリーズの記憶の人格モジュールとなった人間の記憶がラビリスにペルソナ（後のシャドウラビリスの原型）が発現するきっかけとなり、そしてシャドウラビリスによって表面化する人間への憎悪の最大の要因となった。

## 主題歌
ペルソナ4 ジ・アルティメット イン マヨナカアリーナ
OP「Best Friends」
作詞 - Benjamin Franklin / 作曲 - 目黒将司 / 歌 - 川村ゆみ
ED「NOW I KNOW」
作詞 - Benjamin Franklin / 作曲 - 喜多條敦志 / 歌 - 平田志穂子
ペルソナ4 ジ・アルティマックス ウルトラスープレックスホールド
OP「Break Out Of…」
作詞 - Lotus Juice / 作曲 - 喜多條敦志 / 歌 - 平田志穂子
ED「Today」
作詞 - Benjamin Franklin / 作曲 - 喜多條敦志 / 歌 - 川村ゆみ

## 漫画版
ペルソナ4 ジ・アルティメット イン マヨナカアリーナ
『ペルソナマガジン』10号・ONE MOREで連載され、『電撃マオウ』2013年1月号より2014年3月号まで連載。全3巻。
作者は藍屋球。
特設サイトでは、第1・2話および最新号の直前回が無料で試し読みできる。
1. 2013年5月27日初版発行（同日発売） ISBN 978-4-04-891464-2
2. 2013年8月27日初版発行（同日発売） ISBN 978-4-04-891995-1
3. 2014年2月27日初版発行（同日発売） ISBN 978-4-04-866344-1

ペルソナ4 ジ・アルティマックス ウルトラスープレックスホールド
『電撃マオウ』2015年8月号から2018年6月号まで連載。作画は斉藤ロクロ。全4巻。
1. 2016年1月27日初版発行（同日発売） ISBN 978-4-04-865640-5
2. 2016年9月27日初版発行（同日発売） ISBN 978-4-04-892336-1
3. 2017年9月27日初版発行（同日発売） ISBN 978-4-04-893349-0
4. 2018年6月27日初版発行（同日発売） ISBN 978-4-04-893893-8

タルタロス劇場
『電撃マオウ』・『ペルソナマガジン』で連載。作画は八十八良。ペルソナ3以降のシリーズを主なネタにしたギャグ系４コマ漫画。

## 舞台版
「P4U」が2014年12月19日から23日に東京芸術劇場プレイハウスにて上演され、「P4U2」が2016年7月6日から10日にシアターGロッソにて上演された。

### スタッフ（舞台版）
「P4U」
- 脚本 - 熊谷純
- 演出 - 奥秀太郎
- 音楽 - 目黒将司、喜多條敦志

「P4U2」
- 脚本 - 井上美緒
- 演出 - 奥秀太郎
- 音楽 - 目黒将司、喜多條敦志